# Championnat de France de rugby à XV 1990-1991
Navigation
Édition précédente Édition suivante
Le Championnat de France de rugby à XV 1990-1991 est disputé par 80 clubs groupés initialement en vingt poules de quatre. Les deux premiers de chaque poule (soit 40 clubs) forment alors le groupe A et disputent ensuite une phase de qualification en étant groupés en cinq poules de huit. Les trois premiers de chaque poule et le meilleur quatrième du groupe A (soit 16 clubs) sont qualifiés pour disputer les huitièmes de finale.
L'équipe de Bègles-Bordeaux remporte le Championnat de France de rugby à XV de première division 1990-1991 après avoir battu le Stade toulousain en finale. Elle gagne son 2e bouclier de Brennus après celui remporté en 1969, aussi aux dépens du Stade toulousain.
Narbonne remporte son troisième Challenge Yves du Manoir consécutif en battant Bègles-Bordeaux.
À l'issue de la saison 1990-91, quatre clubs sont relégués en division inférieure, ce sont : Oloron, Bergerac, Hagetmau et Bourg-en-Bresse.
Aucun de ces 4 clubs n’est remonté depuis.

## Groupe A

### Phase de groupe
Les équipes sont listées dans leur ordre de classement à l'issue de la première phase qualificative. Les trois premiers de chaque poule et le meilleur quatrième du groupe A sont qualifiés pour disputer les huitièmes de finale.
| Poule 1 - AS Béziers - Stade toulousain - FC Auch - Aviron bayonnais - RRC Nice - RC Chalon - CA Périgueux - US Romans Péage        | Poule 2 - Biarritz olympique - RC Narbonne - RC Toulon - FC Grenoble - CO Le Creusot - FC Lourdes - Stade bordelais UC - FC Oloron                     | Poule 3 - CA Bègles-Bordeaux - RC Nîmes - CA Brive - USA Perpignan - US Colomiers - Stade ruthénois - US Montauban - US Bergerac |
| Poule 4 - Stadoceste tarbais - US Dax - Stade montois - SU Agen - Castres olympique - US Cognac - CS Bourgoin-Jallieu - SA Hagetmau | Poule 5 - Racing club de France - AS Montferrand - Montpellier RC - Stade montchaninois - Section paloise - SC Mazamet - Stade rochelais - US bressane | |

### 1/8ede finale
Les équipes dont le nom est en caractères gras sont qualifiées pour les quarts de finale.
| Équipe 1           | Équipe 2              | Match aller | Match retour |
| ------------------ | --------------------- | ----------- | ------------ |
| USA Perpignan      | AS Béziers            | 15-9        | 3-27         |
| Biarritz olympique | RC Nîmes              | 13-10       | 12-18        |
| Montpellier RC     | Stadoceste tarbais    | 18-9        | 3-18         |
| RC Toulon          | CA Bègles-Bordeaux    | 18-9        | 6-22         |
| Stade montois      | RC Narbonne           | 15-12       | 0-51         |
| CA Brive           | Stade toulousain      | 9-9         | 12-15        |
| US Dax             | AS Montferrand        | 9-15        | 38-22        |
| FC Auch            | Racing club de France | 18-15       | 3-43         |

Agen est absent des phases finales pour la première fois depuis 1950

### Quarts de finale
Les équipes dont le nom est en caractères gras sont qualifiées pour les demi-finales.
| Équipe 1           | Équipe 2              | Résultat |
| ------------------ | --------------------- | -------- |
| AS Béziers         | RC Nîmes              | 30-17    |
| Stadoceste tarbais | CA Bègles-Bordeaux    | 8-19     |
| RC Narbonne        | Stade toulousain      | 6-24     |
| US Dax             | Racing club de France | 6-18     |

### Demi-finales
| Équipe 1         | Équipe 2              | Résultat |
| ---------------- | --------------------- | -------- |
| AS Béziers       | CA Bègles-Bordeaux    | 12-13    |
| Stade toulousain | Racing club de France | 13-12    |

### Finale
| Équipes            | CA Bègles-Bordeaux - Stade toulousain |
| Score              | 19-10 |
| Date               | 1er juin 1991 |
| Stade              | Parc des Princes |
| Arbitre            | Patrick Robin |
| Les équipes        | |
| CA Bègles-Bordeaux | Titulaires : Serge Simon, Vincent Moscato, Philippe Gimbert, André Berthozat, Christophe Mougeot, Michel Courtiols, Sébastien Conchy, Jean-Jacques Alibert, Bernard Laporte, Christophe Reigt, William Téchoueyres, Philippe Soulé, Régis Frenzel, Marc Sallefranque, Marc Geneste Remplaçants : Laurent Verge, Christian Delage, Éric Michaud, François Labat, Patrick Tauzin, Thomas Clamens |
| Stade toulousain   | Titulaires : Gérard Portolan, Patrick Soula, Claude Portolan, Hugues Miorin, Jean-Marie Cadieu, Olivier Marin, Bruno Dalla-Riva, Albert Cigagna, Jérôme Cazalbou, Philippe Rougé-Thomas, David Berty, Pierre Bondouy, Michel Marfaing, Jean-Michel Rancoule, Stéphane Ougier Remplaçants : Joël Garcias, Éric Bonneval, Éric Jamin, Bruno Coumes, Hervé Lecomte, Philippe Carbonneau           |
| Points marqués     | |
| CA Bègles-Bordeaux | 2 essais par Coutiols (6e) et Mougeot (36e), 1 transformation (6e) et 2 pénalités par Sallefranque, 1 drop par Reigt |
| Stade toulousain   | 2 essais par Cazalbou (66e et 76e) une transformation Ougier (76e) |

Premier titre pour la première ligne Simon-Moscato-Gimbert, les rapetous, qui en gagnera un autre en 1998 avec le Stade français.

## Groupe B

### Phase de groupes
| Pos | Équipe             | Points |
| --- | ------------------ | ------ |
| 1   | SC Graulhet        |        |
| 2   | Stade aurillacois  |        |
| 3   | US Coarraze Nay    |        |
| 4   | SC Blagnac         |        |
| 5   | Saint-Girons SC    |        |
| 6   | Stade lavelanétien |        |
| 7   | Avenir aturin      |        |
| 8   | Vic-en-Bigorre     |        |

| Pos | Équipe                | Points |
| --- | --------------------- | ------ |
| 1   | Istres sport          |        |
| 2   | FCS Rumilly           |        |
| 3   | US Oyonnax            |        |
|     | ES Avignon            |        |
|     | Paris université club |        |
|     | RC Vichy              |        |
| 7   | Lyon OU               |        |
| 8   | FC Saint-Claude       |        |

| Pos | Équipe               | Points |
| --- | -------------------- | ------ |
| 1   | RC Châteaurenard     |        |
| 2   | UMS rugby Montélimar |        |
| 3   | ASPTT Paris          |        |
|     | US Ussel             |        |
|     | US Carcassonne       |        |
|     | Valence sportif      |        |
|     | SO Voiron            |        |
| 8   | Cronenbourg          |        |

| Pos | Équipe               | Points |
| --- | -------------------- | ------ |
| 1   | US Marmande          |        |
| 2   | Olympique Miélan     |        |
| 3   | SC Angoulême         |        |
|     | AS Mérignac          |        |
|     | Orthez               |        |
|     | Saint-Jean-de-Luz OR |        |
|     | SC Tulle             |        |
| 8   | Boucau Tarnos stade  |        |

| Pos | Équipe                    | Points |
| --- | ------------------------- | ------ |
| 1   | Avenir valencien          |        |
| 2   | US Tyrosse                |        |
| 3   | Stade Cadurcien           |        |
|     | SC Albi                   |        |
|     | Lombez Samatan club       |        |
|     | Stade saint-gaudinois     |        |
|     | Villefranche de Lauragais |        |
| 8   | Stade bagnérais           |        |

### Phase finale

#### Finale
| Équipe 1    | Équipe 2    | Résultat |
| ----------- | ----------- | -------- |
| SC Graulhet | FCS Rumilly | 33-16    |